# Hofmeisterhaus

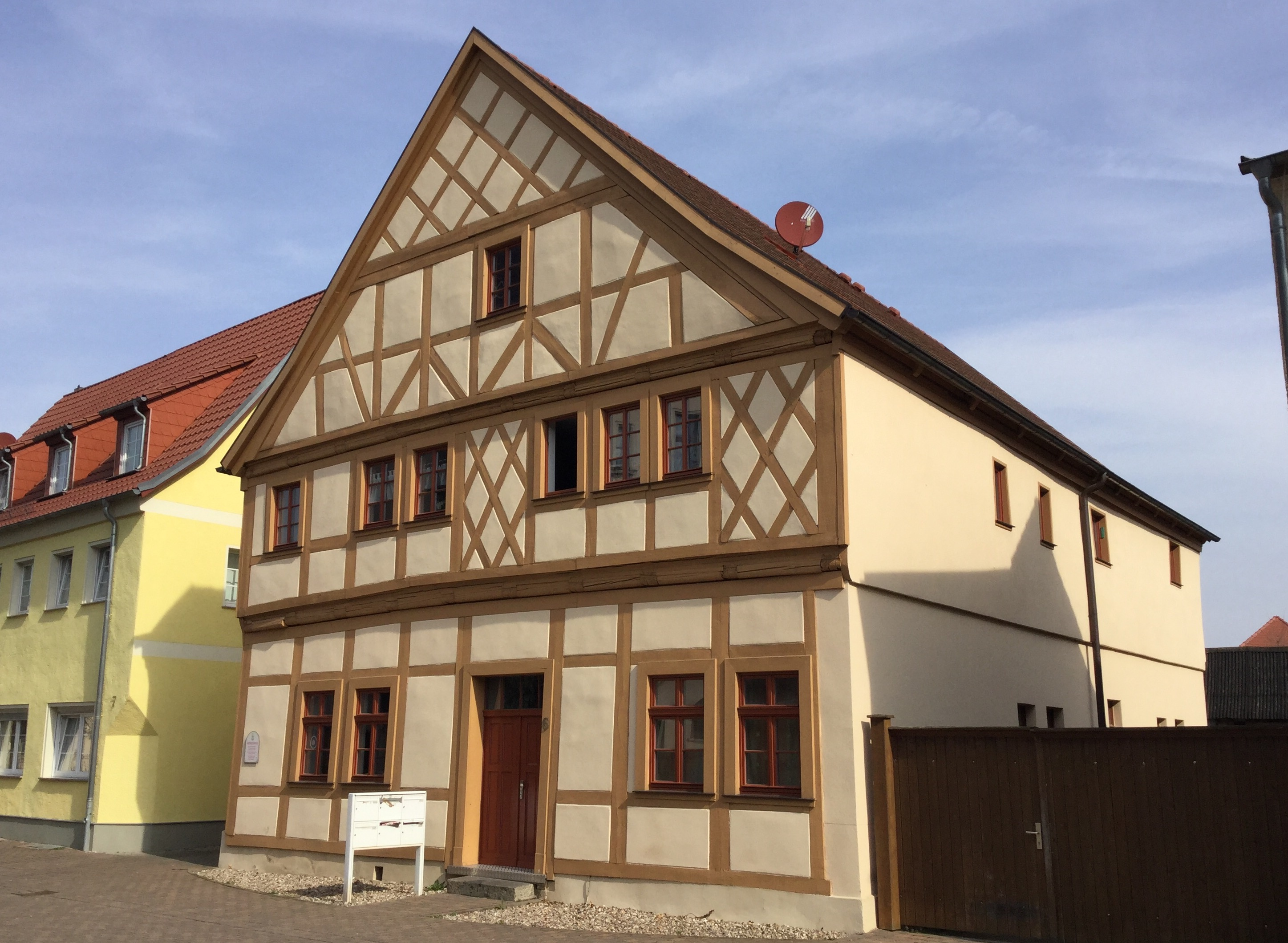
Hofmeisterhaus

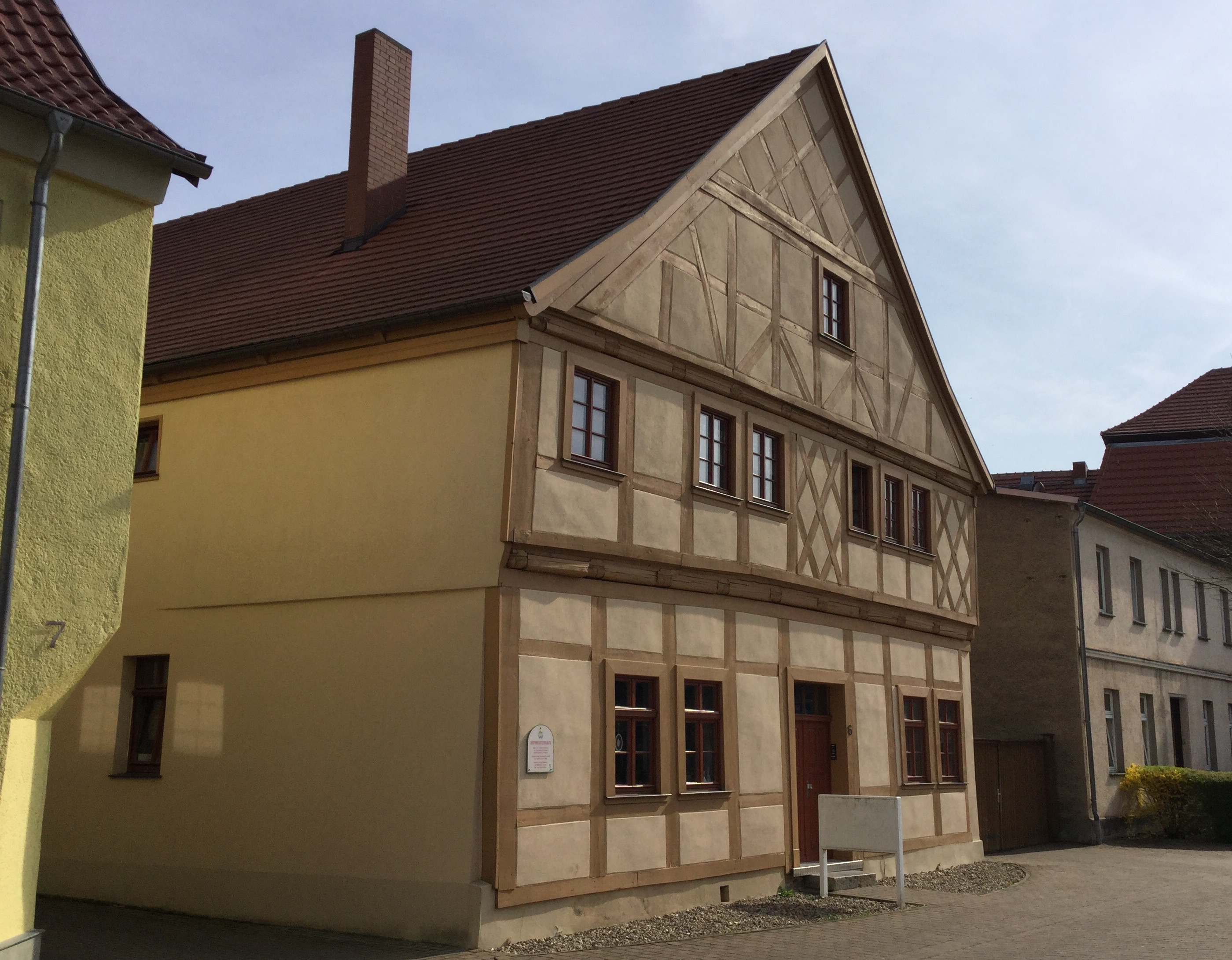
Blick von Nordwesten

Das Hofmeisterhaus ist ein denkmalgeschütztes Wohnhaus in der Stadt Möckern in Sachsen-Anhalt.

## Lage
Es befindet sich in der Altstadt von Möckern an der Adresse Am Markt 6 auf der nördlichen Seite des Marktplatzes der Stadt. Südlich des Hauses steht das Rathaus Möckern.

## Architektur und Geschichte
Das giebelständige Gebäude stammt aus dem 16. Jahrhundert und ist in Fachwerkbauweise errichtet. Das Fachwerk des zweigeschossigen Wohnhauses ist mit Rauten verziert.
Im örtlichen Denkmalverzeichnis ist das Wohnhaus unter der Erfassungsnummer 094 71078 als Baudenkmal verzeichnet.